# Exilia vagrans
Exilia vagrans là một loài ốc biển, là động vật thân mềm chân bụng sống ở biển trong họ Ptychatractidae.